# Natação na Universíada de Verão de 2009

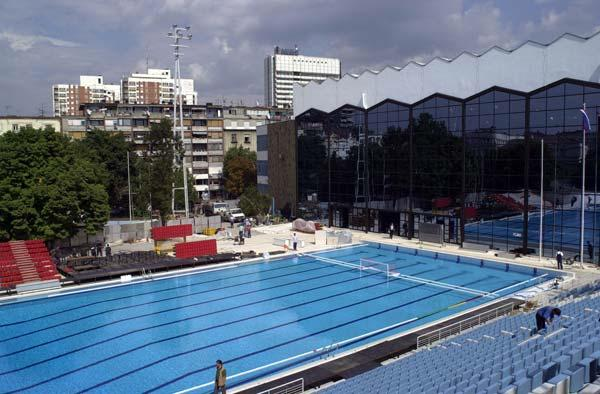
SRC Tašmajdan, Belgrado.

A natação na Universíada de Verão de 2009 foi disputada no SRC Tašmajdan em Belgrado na Sérvia entre 5 e 11 de julho de 2009.

## Calendário
| Natação   | Jun | Julho | Julho | Julho | Julho | Julho | Julho | Julho | Julho | Julho | Julho | Julho | Julho |
| Natação   | 30  | 1     | 2     | 3     | 4     | 5     | 6     | 7     | 8     | 9     | 10    | 11    | 12    |
| --------- | --- | ----- | ----- | ----- | ----- | ----- | ----- | ----- | ----- | ----- | ----- | ----- | ----- |
| Masculino |     |       |       |       |       | 2     | 3     | 3     | 3     | 2     | 4     | 3     |       |
| Feminino  |     |       |       |       |       | 2     | 2     | 2     | 4     | 2     | 3     | 5     |       |

|  | Dia de competição |  | Dia de final |

## Medalhistas

### Masculino
| Evento                  | Ouro                                                                                | Ouro             | Prata | Prata            | Bronze                                                                                   | Bronze           |
| Nado Crawl/Livre        | Nado Crawl/Livre                                                                    | Nado Crawl/Livre | Nado Crawl/Livre | Nado Crawl/Livre | Nado Crawl/Livre                                                                         | Nado Crawl/Livre |
| ----------------------- | ----------------------------------------------------------------------------------- | ---------------- | --- | ---------------- | ---------------------------------------------------------------------------------------- | ---------------- |
| 50m                     | ITA Andrea Rolla                                                                    | 22s16            | FRA Boris Steimetz | 22s19            |                                                                                          |                  |
| 50m                     | ITA Andrea Rolla                                                                    | 22s16            | RUS Sergey Fesikov | 22s19            |                                                                                          |                  |
| 100m                    | RUS Sergey Fesikov                                                                  | 48s43            | AUS Cameron Prosser | 48s57            | KEN Jason Dunford                                                                        | 48s73            |
| 200m                    | JPN Sho Uchida                                                                      | 1m47s63          | USA Douglas Robison | 1m48s34          | JPN Shogo Hihara                                                                         | 1m48s49          |
| 400m                    | POL Przemyslaw Stanczyk                                                             | 3m46s72 (UR)     | USA Chad Latourette | 3m46s93          | ITA Federico Colbertado                                                                  | 3m47s17          |
| 800m                    | USA Chad Latourette                                                                 | 7m47s24 (UR)     | ITA Federico Colbertaldo | 7m48s58          | POL Przemyslaw Stanczyk                                                                  | 7m53s67          |
| 1.500m                  | POL Przemyslaw Stanczyk                                                             | 14m51s06 (UR)    | USA Chad Latourette | 14m53s77         | ITA Federico Colbertaldo                                                                 | 15m03s90         |
| Nado Costas             |                                                                                     |                  | |                  |                                                                                          |                  |
| 50m                     | JPN Junya Koga                                                                      | 24s63 (UR)       | JPN Ryosuke Irie | 25s05            | ISR Guy Barnea                                                                           | 25s09            |
| 100m                    | JPN Ryosuke Irie                                                                    | 52s60 (UR)       | GER Helge Meeuw | 52s94            | JPN Junya Koga                                                                           | 53s50            |
| 200m                    | JPN Ryosuke Irie                                                                    | 1m54s13 (UR)     | USA Patrick Schirk | 1m57s05          | JPN Kazuki Watanabi                                                                      | 1m58s23          |
| Nado Bruços/Peito       |                                                                                     |                  | |                  |                                                                                          |                  |
| 50m                     | USA Kevin Swander                                                                   | 27s14 (UR)       | BRA Felipe França | 27s23            | SRB Caba Siladi                                                                          | 27s27            |
| 100m                    | UKR Igor Borysik                                                                    | 59s53 (UR)       | ITA Fabio Scozzoli | 59s85            | JPN Hiromasa Sakimoto                                                                    | 59s90            |
| 200m                    | UKR Igor Borysik                                                                    | 2m08s73 (UR)     | JPN Naoya Tomita | 2m11s02          | LTU Giedrius Titenis                                                                     | 2m11s14          |
| Nado Mariposa/Borboleta |                                                                                     |                  | |                  |                                                                                          |                  |
| 50m                     | SLO Jernej Godec                                                                    | 23s41            | KEN Jason Dunford | 23s45            | USA Christopher Brady                                                                    | 23s56            |
| 100m                    | KEN Jason Dunford                                                                   | 51s29            | USA Christopher Brady | 51s62            | RUS Maxin Ganikhin                                                                       | 52s33            |
| 100m                    | KEN Jason Dunford                                                                   | 51s29            | USA Christopher Brady | 51s62            | CZE Michal Rubacek                                                                       | 52s33            |
| 200m                    | POL Pawel Korzeniowski                                                              | 1m54s30 (UR)     | JPN Kazuya Kaneda | 1m56s43          | JPN Ryusuke Sakata                                                                       | 1m56s75          |
| Estilos/Medley          |                                                                                     |                  | |                  |                                                                                          |                  |
| 200m                    | USA Alex Vanderkaay                                                                 | 1m57s58 (UR)     | CAN Keith Beavers | 1m59s83          | JPN Yuma Kosaka                                                                          | 2m00s77          |
| 400m                    | POL Mateusz Matczak                                                                 | 4m12s28 (UR)     | USA Alex Vanderkaay | 4m12s48          | JPN Yuya Horihata                                                                        | 4m15s26          |
| Estafetas/Revezamento   |                                                                                     |                  | |                  |                                                                                          |                  |
| 4x100m livre            | USA Estados Unidos Christopher Brady William Copeland Douglas Robison Eric McGinnis | 3m14s74 (UR)     | ITA Itália Vittorio Dinia Michele Santucci Andrea Rolla Lorenzo Benatti Nicola Cassio                                               | 3m16s07          | FRA França Sebastien Bodet Antoine Galavtine Joris Hustache Boris Steimetz Kevin Trannoy | 3m16s57          |
| 4x200m livre            | JPN Japão Sho Uchida Shogo Hihara Shunsuke Kuzuhara Yasunori Mononobe               | 7m11s54 (UR)     | USA Estados Unidos Robert Bollier Alex Vanderkaay Douglas Robison Matthew Patton Chad Latourette                                    | 7m14s20          | CAN Canadá Keith Beavers Ray Betuzzi Rory Biskupski Brian Johns Matthew Swanston         | 7m16s45          |
| 4x100m medley           | JPN Japão Ryosuke Irie Hiromasa Sakimoto Shimpei Irie Rammaru Harada                | 3m32s80 (UR)     | ITA Itália Enrico Catalano Fabio Scozzoli Rudy Goldin Vittorio Dinia Nicola Cassio Matteo Giordano Stefano Iacobone Marco Sommaripa | 3m35s75          | FRA França Eric Ress Tony de Pellegrini Cyril Marchant Boris Steimetz                    | 3m38s31          |

### Feminino
| Evento                  | Ouro                                                                                                   | Ouro             | Prata                                                                            | Prata            | Bronze                                                                                  | Bronze           |
| Nado Crawl/Livre        | Nado Crawl/Livre                                                                                       | Nado Crawl/Livre | Nado Crawl/Livre                                                                 | Nado Crawl/Livre | Nado Crawl/Livre                                                                        | Nado Crawl/Livre |
| ----------------------- | --- | ---------------- | -------------------------------------------------------------------------------- | ---------------- | --------------------------------------------------------------------------------------- | ---------------- |
| 50m                     | BLR Aleksandra Gerasimenya                                                                             | 24s62 (UR)       | GER Dorothea Brandt                                                              | 25s03            | USA Michelle King                                                                       | 25s10            |
| 100m                    | HKG Hannah Wilson                                                                                      | 54s34 (UR)       | BLR Aleksandra Gerasimenya                                                       | 54s79            | SRB Miroslava Najdanovski                                                               | 54s96            |
| 100m                    | HKG Hannah Wilson                                                                                      | 54s34 (UR)       | BLR Aleksandra Gerasimenya                                                       | 54s79            | USA Madison Kennedy                                                                     | 54s96            |
| 200m                    | SLO Sara Isakovic                                                                                      | 1m58s59          | CAN Kevyn Peterson                                                               | 1m58s67          | USA Kristen Heiss                                                                       | 1m58s77          |
| 400m                    | CAN Kevyn Peterson                                                                                     | 4m10s01          | USA Kristen Heiss                                                                | 4m11s30          | RSA Leone Vorster                                                                       | 4m13s18          |
| 800m                    | USA Whitney Sprague                                                                                    | 8m32s71          | JPN Yumi Kida                                                                    | 8m34s98          | ITA Roberta Ioppi                                                                       | 8m40s00          |
| 1.500m                  | JPN Yumi Kida                                                                                          | 16m24s26         | USA Whitney Sprague                                                              | 16m29s04         | JPN Natsumi Iwashita                                                                    | 16m31s68         |
| Nado Costas             | |                  |                                                                                  |                  |                                                                                         |                  |
| 50m                     | JPN Shiho Sakai                                                                                        | 28s17 (UR)       | CHN Xu Tianlongzi                                                                | 28s20            | BLR Aleksandra Gerasimenya                                                              | 28s32            |
| 100m                    | JPN Shiho Sakai                                                                                        | 1m00s30          | CAN Katy Murdoch                                                                 | 1m00s92          | JPN Eri Tabei                                                                           | 1m01s01          |
| 200m                    | GBR Stephanie Proud                                                                                    | 2m08s91 (UR)     | USA Kristen Heiss                                                                | 2m09s22          | JPN Tomoyo Fukuda                                                                       | 2m11s17          |
| Nado Bruços/Peito       | |                  |                                                                                  |                  |                                                                                         |                  |
| 50m                     | RUS Daria Deeva                                                                                        | 31s55            | KOR Kim Dal-Eun                                                                  | 31s57            | POL Ewa Scieszko                                                                        | 31s63            |
| 100m                    | ITA Chiara Boggiatto                                                                                   | 1m07s15 (UR)     | SRB Nadja Higl                                                                   | 1m07s80          | JPN Hitomi Nose                                                                         | 1m07s87          |
| 200m                    | JPN Rie Kaneto                                                                                         | 2m22s32 (UR)     | SRB Nadja Higl                                                                   | 2m24s20          | RUS Alena Alexeeva                                                                      | 2m25s40          |
| Nado Mariposa/Borboleta | |                  |                                                                                  |                  |                                                                                         |                  |
| 50m                     | BLR Svetlana Khokhlova                                                                                 | 25s97 (UR)       | ITA Cristina Maccagnola                                                          | 26s52            | CHN Hong Wenwen                                                                         | 26s66            |
| 100m                    | HKG Hannah Wilson                                                                                      | 58s24 (UR)       | CHN Hong Wenwen                                                                  | 59s19            | JPN Ayano Kuroki                                                                        | 59s44            |
| 200m                    | GER Annika Mehlhorn                                                                                    | 2m07s35          | USA Lyndsay de Paul                                                              | 2m09s89          | JPN Haruka Minamizono                                                                   | 2m10s01          |
| Estilos/Medley          | |                  |                                                                                  |                  |                                                                                         |                  |
| 200m                    | USA Ava Ohlgren                                                                                        | 2m12s07 (UR)     | JPN Asami Kitagawa                                                               | 2m13s39          | JPN Tomoyo Fukuda                                                                       | 2m13s71          |
| 400m                    | USA Ava Ohlgren                                                                                        | 4m40s61          | USA Lyndsay de Paul                                                              | 4m41s94          | RUS Svetlana Karpeeva                                                                   | 4m44s26          |
| Estafetas/Revezamento   | |                  |                                                                                  |                  |                                                                                         |                  |
| 4x100m livre            | USA Estados Unidos Morgan Scroggy Ava Ohlgren Chelsea Nauta Michelle King Madison Kennedy              | 3m41s81          | JPN Japão Misaki Yamaguchi Yayoi Matsumoto Shiho Sakai Asami Kitagawa            | 3m42s60          | CAN Canadá Breanna Hendriks Seanna Mitchell Katy Murdoch Hayley Nell Marie-Pier Ratelle | 3m43s09          |
| 4x200m livre            | USA Estados Unidos Morgan Scroggy Ava Ohlgren Chelsea Nauta Kristen Heiss                              | 8m00s49          | CAN Canadá Breanna Hendriks Seanna Mitchell Katy Murdoch Kevyn Peterson          | 8m03s67          | ITA Itália Roberta Ioppi Ambra Migliori Erica Buratto Silvia Florio                     | 8m06s14          |
| 4x100m medley           | USA Estados Unidos Lauren Rogers Katlin Freeman Amanda Sims Madison Kennedy Ava Ohlgren Morgan Scroggy | 4m01s90 (UR)     | ITA Itália Elena Gemo Chiara Boggiatto Cristina Maccagnola Maria Laura Simonetto | 4m02s75          | RUS Rússia Ksenia Moskvina Daria Deeva Svetlana Fedulova Svetlana Karpeeva              | 4m03s89          |

## Quadro de medalhas
| Ordem | País               | Medalha de ouro | Medalha de prata | Medalha de bronze |     |
| ----- | ------------------ | --------------- | ---------------- | ----------------- | --- |
| 1     | USA Estados Unidos | 10              | 12               | 4                 | 26  |
| 2     | JPN Japão          | 10              | 6                | 14                | 30  |
| 3     | POL Polônia        | 4               |                  | 2                 | 6   |
| 4     | ITA Itália         | 2               | 6                | 4                 | 12  |
| 5     | RUS Rússia         | 2               | 1                | 5                 | 8   |
| 6     | BLR Bielorrússia   | 2               | 1                | 1                 | 4   |
| 7     | SLO Eslovênia      | 2               |                  |                   | 2   |
|       | HKG Hong Kong      | 2               |                  |                   | 2   |
|       | UKR Ucrânia        | 2               |                  |                   | 2   |
| 10    | CAN Canadá         | 1               | 4                | 2                 | 7   |
| 11    | GER Alemanha       | 1               | 2                |                   | 3   |
| 12    | KEN Quênia         | 1               | 1                | 1                 | 3   |
| 13    | GBR Grã-Bretanha   | 1               |                  |                   | 1   |
| 14    | SRB Sérvia         |                 | 2                | 2                 | 4   |
| 15    | CHN China          |                 | 2                | 1                 | 3   |
| 16    | FRA França         |                 | 1                | 2                 | 3   |
| 17    | AUS Austrália      |                 | 1                |                   | 1   |
|       | BRA Brasil         |                 | 1                |                   | 1   |
|       | KOR Coreia do Sul  |                 | 1                |                   | 1   |
| 20    | RSA África do Sul  |                 |                  | 1                 | 1   |
|       | ISR Israel         |                 |                  | 1                 | 1   |
|       | LTU Lituânia       |                 |                  | 1                 | 1   |
|       | CZE Chéquia        |                 |                  | 1                 | 1   |
| TOTAL | TOTAL              | 40              | 41               | 42                | 123 |

Legenda
| Recorde mundial        | Recorde mundial (World record)               |                       | Recorde africano                      | Recorde africano (African) |                                           | Q | Classificado por posição (Qualified) |
| Recorde da Universíada | Recorde da Universíada (Universiade record)  | Recorde da América    | Recorde da América (Americas)         | q                          | Classificado por melhor tempo (Qualified) |   |                                      |
| Melhor marca do ano    | Melhor marca do ano (World leading)          | Recorde asiático      | Recorde asiático (Asian)              | DNS                        | Não largou (Did not start)                |   |                                      |
| Recorde nacional       | Recorde nacional (National record)           | Recorde europeu       | Recorde europeu (European)            | DNF                        | Não terminou (Did not finish)             |   |                                      |
| Recorde pessoal        | Recorde pessoal do atleta (Personal best)    | Recorde da Oceania    | Recorde da Oceania (Oceania)          | DSQ / DQ                   | Desclassificado (Disqualified)            |   |                                      |
| Recorde da temporada   | Recorde da temporada do atleta (Season best) | Recorde sul-americano | Recorde sul-americano (South America) | NM                         | Sem marca (No mark)                       |   |                                      |